# Új Tulajdonosi Program
Az Új Tulajdonosi Program a Gyurcsány Ferenc által vezetett magyar kormány egyik kezdeményezése volt. A nagy lendülettel kezdett program célja az volt, hogy az állami tulajdonban álló, piaci értéket képviselő közszolgáltató vállalatokat a magyar lakosság számára privatizálja. A program előkészítése során több változást is megélt, végül a 2008-as pénzügyi válság miatt egyike lett Gyurcsány Ferenc számos elkezdett, de meg nem valósult tervének.

## A program története

### Háttér
Az Új Tulajdonosi Program gondolati alapvetését Gyurcsány Ferenc 2005-ben megjelent, Útközben című könyvében körvonalazta. Gyurcsány szerint a Magyarország által a rendszerváltáskor megcélzott polgári társadalom alapját az egyén tulajdonszerzési ambíciója jelenti. Az 1990-es évek elején a hazai középosztály tőkeszegénysége, a pénzügyi pánikban végrehajtott gyors privatizáció, illetve a magyar gazdaság sok tőkét igénylő modernizációs kényszere volt az oka annak, hogy nem tudott az országban stabil, tulajdonnal bíró középpolgárság kialakulni. Az államhatalmi eszközökkel az 1990-es években „felülről” kiépített demokratikus berendezkedés Gyurcsány gondolatai szerint a polgárok nélküli polgári államot eredményezett, amely éppen a gerincét adó réteg hiánya miatt ingatag. Éppen ezért Gyurcsány szerint a magyar lakosságnak polgárosodnia kell, az országot pedig a csak kis mértékben korlátozott magántulajdon alapjaira kell helyezni a polgárosodást nem eredményező köztulajdonnal szemben.

### A program kialakítása
Gyurcsány Ferenc a program elindítását az Országgyűlésben megtartott napirend előtti felszólalásában jelentette be 2008. február 18-án. Nem sokkal a bejelentés után a miniszterelnök által felkért szakértőkből alakították meg a részletes programtervet kidolgozó ÚTP Szakmai és Társadalmi Tanácsot.
A program kezdetben a kisbefektetők számára kedvező feltételeket szabott. A 2008 májusára kidolgozott eredeti feltételek szerint a részvényeket 250 000 forintig lehetett volna a kedvezményes konstrukció keretében megvásárolni. A kedvezményes konstrukció részletfizetési kedvezményből és visszavásárlási garanciából állt. Bár kezdetben a program kifejezetten a magyar lakosság széles rétegeinek kedvezményezett tulajdonhoz juttatásáról szólt, később egyre több olyan elem tűnt föl a, amely elsősorban az üzletemberek érdeklődésére tarthatott számot. Ilyen volt a kijelölt cégek részvényeinek tőzsdei bevezetése, amely a budapesti értéktőzsdén jelen lévő pénzpiaci vállalkozások könnyebb tulajdonszerzését tette volna lehetővé. Hamar kiderült az is, hogy a programból nem lehet kizárni a magyaroknál sokkal jobb pénzügyi erővel és befektetési kultúrával rendelkező nyugat-európaiakat sem, akiknek a tömeges megjelenése pont a program eredeti célját, a hazai tulajdonosréteg kialakítását tette volna elérhetetlenné.

### A program elvetése
A magánosítási tervek mögül azonban a privatizáció korábbi negatív tapasztalatai miatt hiányzott a társadalmi támogatás. Nem csak az ellenzéki Fidesz ellenezte a további magánosítást, de a baloldal sem állt ki mellette teljes szívvel, a párt néhány képviselője pedig egyenesen ellenezte azt.
A program megvalósítása az SZDSZ-nek a kormányból történt kiválása után még az első privatizációs kör megkezdéséig sem jutott el. A 2008 őszén kirobbant nemzetközi pénzügyi válság a magyar államot is nehéz pénzügyi helyzetbe hozta, a kormány pedig a pénzügyi válság kirobbanása után az elsők között függesztette föl az Új Tulajdonosi Program végrehajtását.
A meghiúsult privatizációs programot Bajnai Gordon kormánya működésének utolsó napjaiban visszavonta.

## Az érintett vállalatok

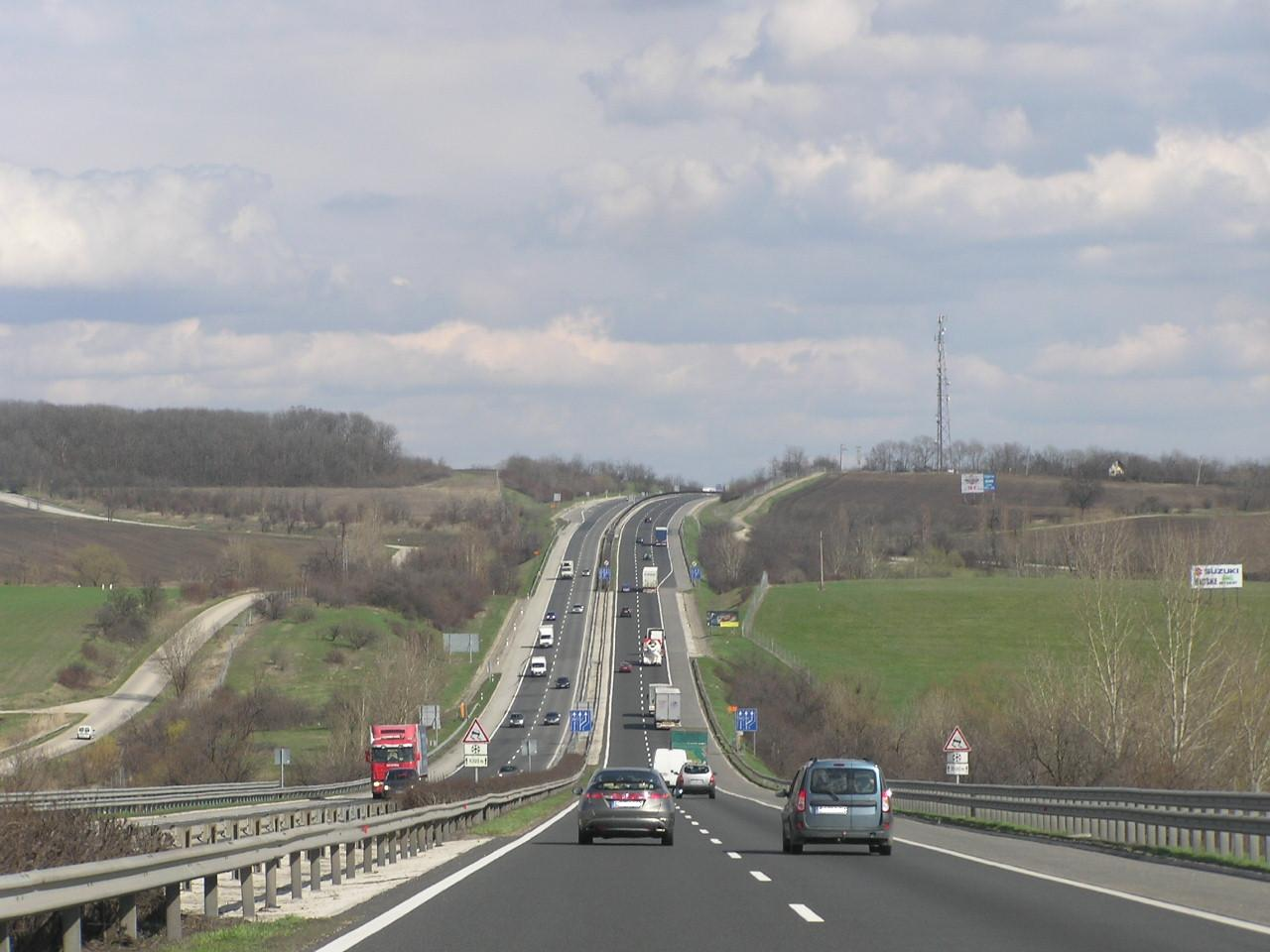
Az állami autópályákat kezelő vállalatot is privatizálásra jelölték ki.

Kezdettől fogva a program egyik résztvevőjeként említették a Szerencsejáték Zrt.-t, amelynek privatizációját már régebben is tervezte az állam. Szintén kezdeményezték az ÁAK, a MVM és a Magyar Posta legalább részleges magánosítását. Mészáros Tamás vetette fel egy állami tulajdonú ingatlanokat kezelő alap létrehozását, amelyet főként a MÁV által használt ingatlanvagyonból töltöttek volna föl és a program keretében tervezték magánosítani. Hozzákezdtek az öt magyarországi regionális vízmű eladásának előkészítéséhez is. A kormány a szeptember 7-én meghozott határozatában az ÁAK-ot, az MVM és az elektromos hálózat irányítását MAVIR Zrt-t jelölte ki a privatizáció első ütemére. A kormányrendelet Veres János pénzügyminiszter feladatául szabta, hogy a program második körében magánosítandó vállalatokat kijelölje, erre azonban már nem került sor.